# 博什夫卡 (克羅列韋茨區)
博什夫卡（烏克蘭語：Бошівка），是烏克蘭的舊村，曾經位於該國東北部蘇梅州的克羅列韋茨區，距離赫列夏季克和帕西卡1公里，1986年該城鎮人口10。